# Rubberlegs Williams
Henry 'Rubberlegs' Williams (Atlanta, 14 juli 1907 - New York, 17 oktober 1962) was een Amerikaanse blues-, jazzzanger en danser en af en toe een vrouwelijke imitator. Als vaudeville-ster wordt hij waarschijnlijk het best herinnerd voor zijn zangwerk met Charlie Parker en Dizzy Gillespie, hoewel hij bekend stond om zijn dansen in New York en Boston.

## Biografie
Williams trad in 1919 in dienst als danser bij Bobby Grants Female Impersonators en werd een spektakel. Later won hij verschillende cakewalk- en charleston-wedstrijden en andere danswedstrijden en behaalde hij succes met vaudeville, waarmee hij op tournee ging met de Theatre Owners Booking Association. Hij kreeg zijn bijnaam Rubberlegs omdat hij danste alsof hij benen van rubber had. In 1933 verscheen hij in de korte film Smash Your Luggage en in shows als de Cotton Club Parade en Blackbirds of 1933. Hij trad regelmatig op in The Cotton Club, het Apollo Theater in Harlem en in de Southland-balzaal in Boston en volgens Count Basie werd hij de meest prominente attractie van de locatie met zijn uitgebreide dansen. Hij trad ook op als zanger met prominente artiesten als het Count Basie Orchestra, Fletcher Henderson, Chick Webb en Charlie Parker en zong op de eerste opname Hot House van Dizzy Gillespie's op 1 april 1945 in New York.
Tijdens de Savoy-studiosessie van Williams op 24 april 1945 speelde Miles Davis voor het eerst trompet op een opname. De sessie resulteerde in de twee singles That's The Stuff You Gotta Watch / Pointless Mama Blues en Deep Sea Blues / Bring It On Home bij Savoy Records. Deze nummers werden later opnieuw uitgebracht in 1990 op het verzamelalbum First Miles.
Williams was een groter dan levensgroot personage, zowel op als naast het podium, en werd destijds gezien als de belichaming van de rauwe stijl die het zwarte ras had gedomineerd. Tijdens een opnamesessie in januari 1945 met Continental, baande hij zich een keer krijsend door een sessie nadat hij wild gedesoriënteerd was nadat hij onbewust een enorme dosis benzedrine had ingenomen, nadat Charlie Parker zijn koffie had verrijkt met drie tabletten. Williams viel echter op in de jazzgemeenschap omdat hij weigerde alcohol te consumeren, te roken of drugs te gebruiken, wat hem zeer gerespecteerd en geliefd maakte, vooral onder de zwarte gemeenschap van New York. Hij was ook niet bepaald enthousiast over de ontwikkeling van 'off playing' van de bop en blafte ooit memorabel naar Dizzy Gillespie tijdens zijn dronken opnamesessie: Miss Gillespie, if you play another of them bad notes, I'm gonna beat your brain out.

## Overlijden
Rubberlegs Williams overleed in oktober 1962 op 55-jarige leeftijd.
- Bibliothèque nationale de France: cb13932395k (data)
- International Standard Name Identifier: 0000 0000 0302 9686
- Library of Congress Control Number: nr97003602
- MusicBrainz: d4404fb3-8432-4aac-b64b-ab444ac48179
- Virtual International Authority File: 22330995
- WorldCat: E39PBJxCF3yvf6QVrYbV3hkkXd